# 自由立憲党 (エジプト)
自由立憲党（じゆうりっけんとう、アラビア語: حزب الاحرار الدستوريين, Ḥizb al-aḥrār al-dustūriyyīn; 英語: the Liberal Constitutional Party）は、かつて存在したエジプトの政党。1922年に、ワフド党を去った政治家らによって設立された。立憲自由党とも表記される。
アドリー・ヤカン・パシャが議長を務めた会議により、1922年に立党された。その後、機関紙 Al Siyasa (The Politics) を発行する。ムハンマド・マフムード・パシャ、ムハンマド・フサイン・ハイカル、アリー・マーヒル・パシャといったワフド党出身の自由主義者が加入した。国民主義と保守主義がワフド党の党是であったが、自由立憲党は1923年4月19日に国王が承認した憲法を支持し、国制を世俗国家とすることを掲げた。親イギリスであり、エジプトとスーダンが不可分一体の国家となることを主張した。1930年代の自由立憲党は、ムハンマド・アッルーバが党首を務めた。エジプトのほかの政党と同様、1952年の軍部クーデタ後に政治活動を禁止された。